# C.C. Catch
Caroline Catharina Müller (Oss, Países Bajos, 31 de julio de 1964), conocida artísticamente como C.C. Catch, es una cantante y compositora Alemana-Neerlandesa de música eurodisco, también conocida por haber sido descubierta en 1985 por el productor y cantante alemán Dieter Bohlen, quien compuso, arregló y produjo sus 4 exitosos álbumes, trabajando con él hasta 1989. Tras el gran éxito de su primer álbum “Catch The Catch” (1986), el cual superó todas las expectativas, C.C. Catch ha sido denominada desde entonces como “la reina del eurodisco”.

## Biografía
Caroline Müller nació en Oss (Países Bajos). Se mudó con su familia a Alemania a finales de los setenta. En 1980 fue miembro de un cuarteto de chicas llamado Optimal. Después de eso, desde 1985 trabajó musicalmente con Dieter Bohlen bajo el nombre C.C. Catch.
Dieter Bohlen fue la fuerza guiadora de sus grabaciones, ya que escribía y producía todas sus canciones. Esta fue la principal razón para el fin de su trabajo juntos en 1989: Caroline Müller quería participar en el proceso creativo contribuyendo con su propio material, pero Dieter no estaba de acuerdo.
Después de terminar su relación musical con Dieter, la cantante continuó con su carrera, pero con éxito moderado.

## Discografía

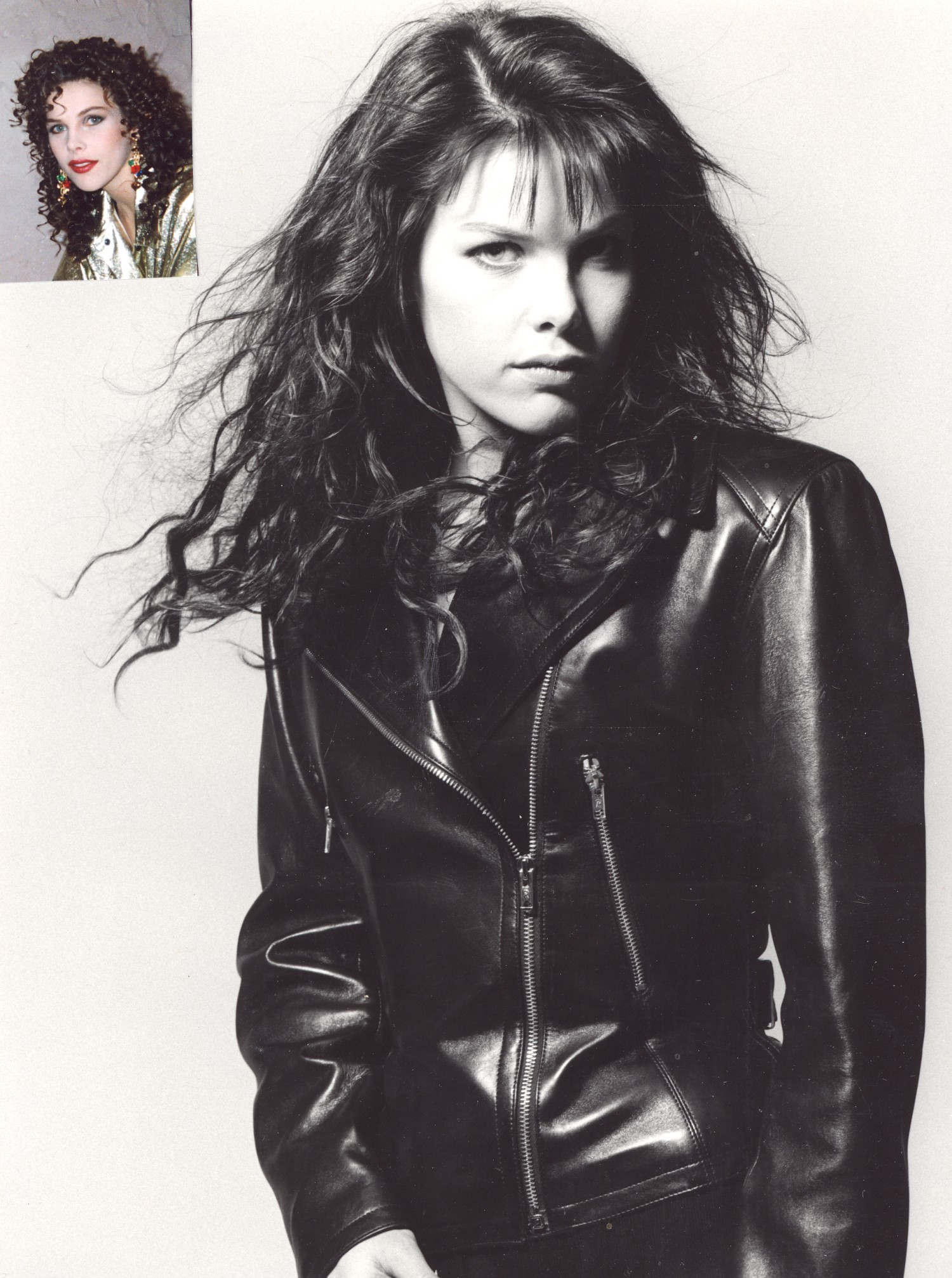
C.C.Catch en el año 1989

### Álbumes
- 1986 Catch the Catch (Hansa) #1 Alemania, #7 Bélgica, #2 Yugoslavia, #8 Suiza
- 1986 Welcome To The Heartbreak Hotel (Hansa) #2 Alemania, #15 Bélgica, #21 Noruega, # 14 Yugoslavia
- 1987 Like a Hurricane (Hansa) #15 Alemania, # 2 Yugoslavia
- 1988 Big Fun (Hansa) #7 Alemania, #40 Bélgica,# 22 Yugoslavia
- 1988 Diamonds (Hansa) #19 Alemania,# 1 Yugoslavia
- 1989 Hear What I Say (Metronome Musik GmbH) #25 Alemania

### Sencillos
- 1985 "I Can Lose My Heart Tonight" (Hansa) #19 Suiza
- 1985 "'Cause You Are Young" (Hansa) #1 Alemania, #2 Bélgica, # 1 Yugoslavia, #8 Suiza
- 1986 "Strangers By Night" (Hansa) #1 Alemania, # 3 Yugoslavia, #11 Suiza
- 1986 "Heartbreak Hotel" (Hansa) #2 Alemania, # 7 Yugoslavia, #13 Suiza
- 1986 "Heaven and Hell" (Hansa) #4 Alemania, #35 Noruega, #47 Bélgica, # 2 Yugoslavia, #19 Suiza
- 1987 "Are You Man Enough" (Hansa) #10 Alemania, #9 Yugoslavia, #28 Suiza
- 1987 "Soul Survivor" (Hansa) #50 Alemania, # 96 Reino Unido, # 3 Yugoslavia
- 1988 "House of Mystic Lights" (Hansa) #41 Alemania, # 1 Yugoslavia
- 1988 "Nothing But A Heartache" (Hansa) #39 Alemania, # 22 Yugoslavia
- 1988 "Backseat of Your Cadillac" (Hansa) #25 Alemania, # 12 Yugoslavia
- 1988 "Summer Kisses" (Hansa) #37 Alemania, # 30 Yugoslavia
- 1988 "Good Guys Only Win In Movies" (Hansa) #? Alemania, #?Yugoslavia
- 1989 "Big Time" (Metronome Musik GmbH) #18 Alemania
- 1989 "Midnight Hour" (Metronome Musik GmbH) #21 Alemania
- 1998 "C.C. Catch Megamix '98" (BMG Berlin Music GmbH) #5 Alemania
- 1998 "Soul Survivor '98" #8 España
- 1998 "I Can Lose My Heart Tonight '99" (BMG Berlin Music GmbH) #40 Alemania, #12 España, #13 Perú
- 2003 Shake Your Head #1 Alemania, #34 UK Dance Charts, #8 Noruega, #19 Bélgica
- 2004 "Silence" (with Leela) #47 Alemania
- 2010 "Unborn Love"
- 2014 "Another Night in Nashville" (con Chris Norman)
- 2024 "Heal Me"

### Recopilaciones
- 1988 Strangers By Night (Hansa) #8 Alemania
- 1989 C.C. Catch: Super 20 (Hansa) #36 Alemania
- 1989 Classics (Hansa) #15 Alemania
- 1989 Super Disco Hits (Hansa) #32 Alemania
- 1990 The Decade Remix (Hansa) #67 Alemania
- 1991 Back Seat Of Your Cadillac (Hansa) #80 Alemania
- 1998 Best of '98 (BMG Berlin Musik GMBH ) #20 Alemania
- 2000 The Best Of x3CD (BMG Ariola Miller GmbH) #14 Alemania
- 2005 Catch The Hits - The Ultimate Collection #28 Alemania